# Taco Kitten Pizza Junior
Taco Kitten Pizza Junior — гра на реакцію для дітей від авторів настільних ігор Дейв Кемпбелл та Тьєррі Денуаль. Вона заснована на грі Кемпбелла Тако Кіт Коза Сир Піца з адаптованими правилами для молодших гравців та опублікована 2023 року видавництвом Blue Orange Games. У 2024 році її було номіновано на Kinderspiel des Jahres разом з іграми Magic Keys та Große kleine Edelsteine.

## Компоненти
Taco Kitten Pizza Junior — це карткова гра на скидання карт, у якій учасники прагнуть якомога швидше позбутися всіх своїх карт, дотримуючись визначеної послідовності. До складу гри входять правила та 42 карти: по одинадцять із написами «Taco», «Kitten» та «Pizza», а також дев’ять «Bonbon».

## Ігровий процес
У гру грають від двох до шести осіб почергово. Для підготовки всі карти перемішуються, і кожному гравцю роздають по 10 або 7 карт, залежно від кількості учасників. Карти викладаються перед гравцями долілиць у стос, визначається перший гравець.
Активний гравець по черзі вимовляє «Taco», «Kitten» або «Pizza» й перевертає верхню карту горілиць так, щоб інші гравці побачили її першими. Цю карту кладуть у центр, утворюючи відкритий стос. Якщо відкрита карта відповідає вимовленому слову, гравець одразу робить наступний хід. Якщо відкрито карту «Bonbon», усі гравці якнайшвидше накривають стос долонею; найспритніший гравець продовжує гру. Якщо відкривається інша карта, хід переходить до наступного гравця.
Гра закінчується, щойно один із гравців позбувається останньої карти; цей гравець перемагає.

## Видання та відгуки
У червні 2024 року її номінували на Kinderspiel des Jahres разом з іграми Magic Keys та Große kleine Edelsteine.
Крістоф Шлевінскі у spielbox зазначив, що гру «дійсно чудово адаптовано для цільової аудиторії від чотирьох років» і з неї «створено щось самобутнє».